# Социальный мониторинг
«Социальный мониторинг» — это мобильное приложение для отслеживания пациентов, больных коронавирусом и тех, кто живёт вместе с ними. Оно было разработано Департаментом информационных технологий города Москвы для тех, у кого болезнь протекает в лёгкой форме и кто может выбрать лечение на дому. Принцип работы состоит в том, что пользователю приходит уведомление (пуш-уведомление приложения и смс) и он подтверждает своё местонахождение с помощью геолокации смартфона и селфи. Запуск состоялся 3 апреля 2020 года. Скачать приложение можно в App Store и в Google Play Store.

## Условия использования
Если человек подписывает согласие на получение медицинской помощи на дому или постановление главного санитарного врача и отказывается установить приложение или перестаёт им пользоваться, это считается административным правонарушением: он получает штраф и его госпитализируют, согласно указу мэра Москвы от 21 мая 2020 года № 59-УМ «О внесении изменений в указ Мэра Москвы от 5 марта 2020 г. № 12-УМ». Человека госпитализируют и в том случае, если он отказывается подписать согласие.
Если у человека нет собственного смартфона, обеспеченного всем необходимым для работы приложения, официально ему должны предоставить смартфон на время лечения.
Уведомления с запросом на подтверждение местонахождения приходят в случайное время в период с 09:00 до 22:00. У пользователя есть один час, чтобы отправить фотографию. В противном случае он получает штраф в размере четырёх тысяч рублей.

### Аналоги
Для борьбы с распространением коронавируса во многих странах были разработаны собственные приложения. У каждого из них различный функционал, но все они направлены на противодействие пандемии.
Так, в Сингапуре работает "TraceTogether", в Южной Корее — "Corona 100m", в Австралии — "COVIDSafe", в Израиле — "Маген", в Германии — "Corona-Warn-App".

## История
1 апреля 2020 года — руководитель Департамента информационных технологий Эдуард Лысенко заявил о разработке и тестировании в Москве приложения для отслеживания местонахождения пациентов, больных коронавирусом и орви..
3 апреля 2020 года — Департамент информационных технологий города Москвы сообщил о начале работы приложения в Москве. В это время его ещё нельзя было скачать, поэтому людям выдавали смартфоны с уже установленным на них «Социальным мониторингом».
23 апреля 2020 года — приложение обновлено и добавлено в Google Play Store.
8 мая — начальник столичного Главного контрольного управления Евгений Данчиков сообщил, что за нарушение самоизоляции выписали 35 тысяч штрафов и ни один из них пользователи не смогли обжаловать.
16 мая — в Москве аннулировали 458 штрафов за неотправленные фотографии, так как уведомления приходили ночью. Департамент информационных технологий изменил порядок идентификации и запретил отправлять уведомления в ночное время.
26 мая — Эдуард Лысенко сообщил о тестировании смс-сообщений, которые со временем должны были заменить пуш-уведомления.
4 июня — мэр Москвы С. С. Собянин заявил, что с окончанием пандемии данные социального мониторинга будут уничтожены.
15 июля — Уполномоченный по правам человека в Москве Татьяна Потяева сообщила, что большую часть штрафов, выписанных по «Социальному мониторингу», отменили.
С середины сентября 2020 года необходимость устанавливать социальный мониторинг для больных орви(кроме тех, у кого подтверждённый тестом ковид) отменена.
Для больных, заболевших 6 февраля 2022 или позже, срок изоляции (и, соответственно, нахождения под присмотром программы социальный мониторинг) установлен в 7 дней, но сокращения двухнедельного срока для заболевших раннее не было(в отличие от сокращения, а позже отмены карантина для контактных лиц).
23 сентября — приложение было обновлено до версии 1.8.

## Критика
«Социальный мониторинг» вызвал неоднозначную реакцию и стал предметом активной дискуссии в обществе. И не только из-за работы самого приложения, но и из-за самой его сути.
Эдуард Лысенко считает, что без «Социального мониторинга» заболевших коронавирусом было бы значительно больше. Он аргументирует это тем, что люди нарушали карантин даже после выхода указа, требовавшего оставаться дома.
Сергей Собянин также заявил, что подобные меры являются необходимыми. При этом он подчеркнул, что человек сам может решить — делать селфи, оставаясь дома, или отправиться в медицинское учреждение. Он также признал, что некоторые штрафы, совсем небольшую долю, действительно выписали по ошибке.
По мнению социолога и философа Григория Юдина, это приложение «грабит» москвичей, так как штрафы по «Социальному мониторингу» превышают размеры тех средств, которые администрация города выплатила в качестве помощи гражданам.
Журналист и публицист Александр Верховский выступил за отмену «Социального мониторинга» вообще, заявив, что исправить его «в принципе нельзя». С его точки зрения, это сравнимо с заключением под домашний арест, что нарушает права людей. Ведь речь не об обвиняемых в уголовном преступлении, а о простых гражданах. По мнению А. Верховского, «Социальный мониторинг» — это «покушение» на право на приватность. Также он отмечает, что ресурсы, которых требует обеспечение работы приложения, можно было бы перенаправить на что-то более эффективное. В качестве одного из аргументов, он указывает на то, что из-за боязни перед «Социальным мониторингом» и его ограничительными мерами люди будут реже обращаться к врачам.
Видеоблогер Валентин Петухов (также известен как Wylsacom) также уделил нарушениям в работе приложения не столь много внимания. Он считает, что гораздо опаснее возможное будущее «Социального мониторинга». По его мнению, необходимо, чтобы это приложение ушло вместе с окончанием пандемии коронавируса. Иначе сохранится вероятность, что им воспользуются в политических целях.